# Ju Wenjun
Ju Wenjun (chinesisch 居文君, Pinyin Jū Wénjūn; * 31. Januar 1991 in Shanghai) ist eine chinesische Schachspielerin. Sie ist seit 2018 die amtierende Schachweltmeisterin und wird auf der FIDE-Weltrangliste der Frauen auf Platz 2 geführt. 2020, 2023 und 2025 konnte Ju ihren Titel als Schachweltmeisterin verteidigen.
2017 und 2018 wurde sie Weltmeisterin im Schnellschach. Bei den Schnell- und Blitzschachweltmeisterschaften 2024 wurde Ju Wenjun erstmals auch Blitzschach-Weltmeisterin.

## Leben
Ju lernte im Alter von sieben Jahren in der Schule Schachspielen. Im Studium machte sie einen Abschluss an der Shanghai University of Finance and Economics im Jahr 2015.

## Karriere
Ju Wenjun teilte den 2. – 4. Platz bei der Frauenmeisterschaft Asiens in Beirut (2004) und wurde Zweite beim Turnier Chinese Chess Queen in Jinzhou (2009). Für China spielte sie bei den Schacholympiaden der Frauen in den Jahren 2008, 2010, 2012, 2014, 2016 und 2018. Bei der Schacholympiade 2010 übererfüllte sie mit ihrem Ergebnis von 9,5 Punkten aus 11 Partien eine Großmeister-Norm um zwei Punkte. Mit der Mannschaft siegte Ju Wenjun 2016 und 2018 und erreichte 2010, 2012 und 2014 jeweils den zweiten Platz. In der Einzelwertung erreichte sie 2018 das beste Ergebnis am Spitzenbrett, 2010 und 2016 jeweils das zweitbeste Ergebnis am zweiten Brett und 2014 das drittbeste Ergebnis am zweiten Brett. Ju Wenjun nahm an den Mannschaftsweltmeisterschaften der Frauen 2009, 2011, 2013, 2015 und 2017 der Frauen teil. 2009 und 2011 gewann sie den Mannschaftstitel, 2011 erreichte sie außerdem das beste Einzelergebnis am vierten Brett, während sie 2013 sowohl das beste Einzelergebnis am Spitzenbrett als die beste Elo-Leistung aller Teilnehmerinnen erzielte. Die asiatische Mannschaftsmeisterschaft der Frauen gewann sie 2012, 2014 und 2016, dabei gewann sie 2012 am zweiten und 2016 am ersten Brett jeweils die Einzelwertung.
In der chinesischen Mannschaftsmeisterschaft spielt Ju Wenjun seit deren Gründung 2005 für die Mannschaft der Shanghai Jianqiao University und gewann mit dieser 2008, 2009, 2012, 2016, 2017, 2018 und 2019 den Titel. Ju Wenjun siegte 2010 bei der chinesischen Frauenmeisterschaft in Xinghua. Im selben Jahr gewann sie mit der chinesischen Mannschaft die 16. Asienspiele in Guangzhou. Im September 2014 gewann sie ungeschlagen das Turnier des FIDE Women’s Grand Prix in Sharjah. Dabei holte sie 8,5 Punkte aus 11 Partien und verwies die punktgleiche FIDE-Weltmeisterin Hou Yifan auf Platz 2. Im Februar 2016 gewann sie ungeschlagen und mit 7,5 von 11 möglichen Punkten das Turnier des FIDE Women’s Grand Prix in Teheran. Bei der Schachweltmeisterschaft der Frauen 2018 gewann sie den Weltmeistertitel im Zweikampf gegen ihre Landsfrau Tan Zhongyi mit 5,5:4,5 und verteidigte ihn im gleichen Jahr bei der K.-o.-Weltmeisterschaft gegen Jekaterina Lagno. Bei der Weltmeisterschaft 2020 konnte Wenjun ihren Titel gegen die Russin Alexandra Gorjatschkina verteidigen. Im Tie-Break des WM-Duells setzte sie sich 2,5:1,5 durch, nachdem es in den regulären Partien 6:6 gestanden hatte.
Ju Wenjun trägt den Großmeister-Titel der Frauen (WGM) seit 2009, die erforderlichen Normen erspielte sie im Februar 2009 beim Aeroflot Open in Moskau und im Mai 2009 bei der asiatischen Frauenmeisterschaft in Subic. Im November 2014 wurde Ju Wenjun der Großmeister-Titel (GM) verliehen, als sie bereits sechs Normen erfüllte, nämlich bei der Schacholympiade der Frauen 2010, bei einem WGM-Turnier in Hangzhou im Juli 2011, bei zwei Turnieren des FIDE Grand Prix der Frauen 2011–2012 in Naltschik und Dschermuk, beim Dubai Open im April 2013 sowie bei einem Turnier des FIDE Grand Prix der Frauen 2013–2014 in Lopota.